# Jívaros
Els jívaros són els pobles indígenes de la capçalera del riu Marañón i els seus afluents, al nord de Perú i a l'est de l'Equador. Parlen una de les família del mateix nom.
La seva forma de vida tradicional depèn de la jardineria i de la caça amb sarbatana i els dards enverinats amb curare. Al voltant d’aquestes activitats es construeixen creences espirituals complexes. La cultura jívaro també inclou incursions per caça de caps i cerimònies ayahuasca.
Al segle xvi, els guerrers jívaros van aturar l'expansió de l'Imperi inca a la conca de l'Amazones i van destruir els assentaments dels conqueridors espanyols.

## Grups

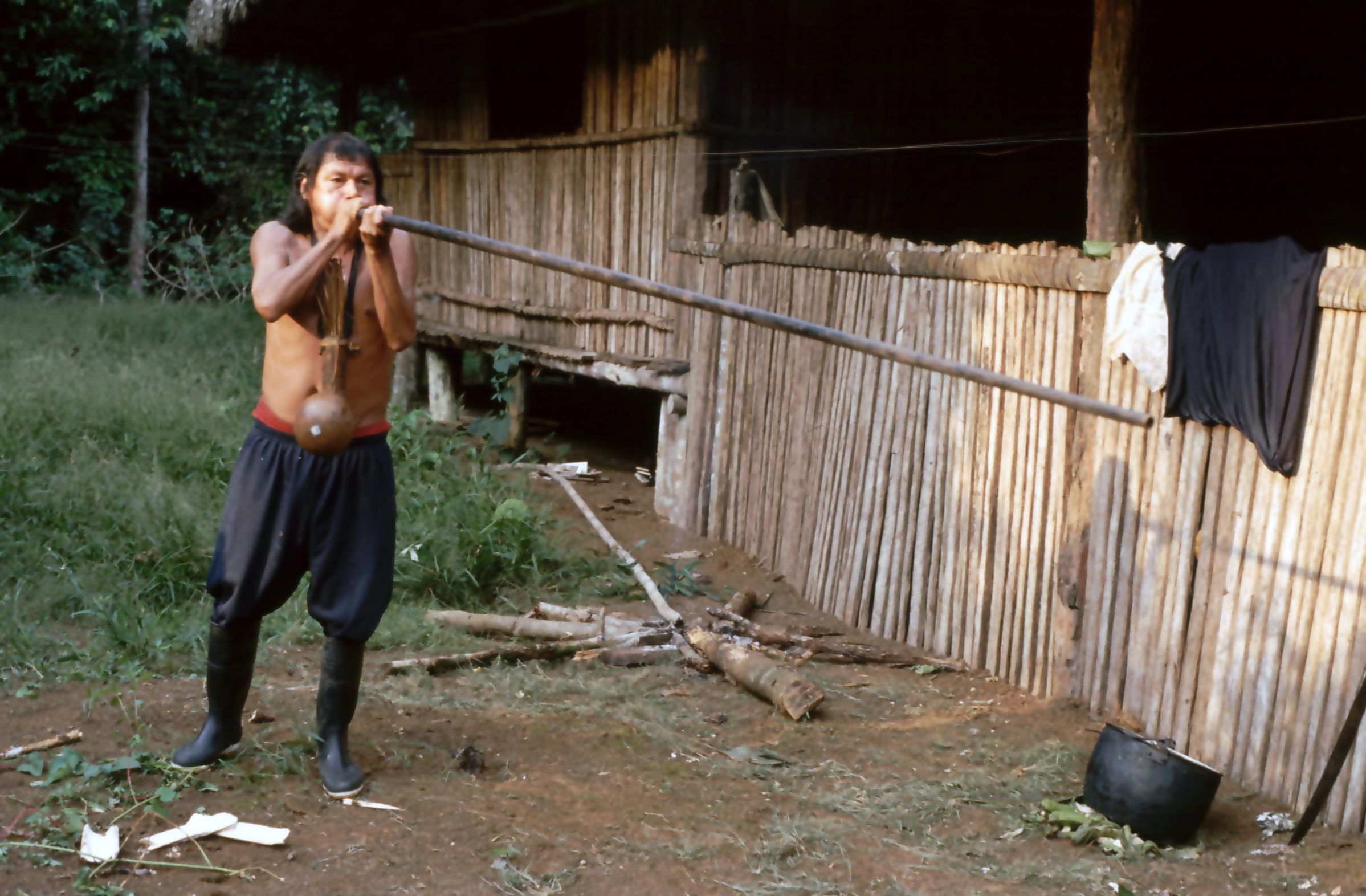
Un achuar amb una sarbatana

Els principals grups són:
- Shuar
- AchuarShuar a Logroño (Equador)
- Humabisa
- Aguaruna

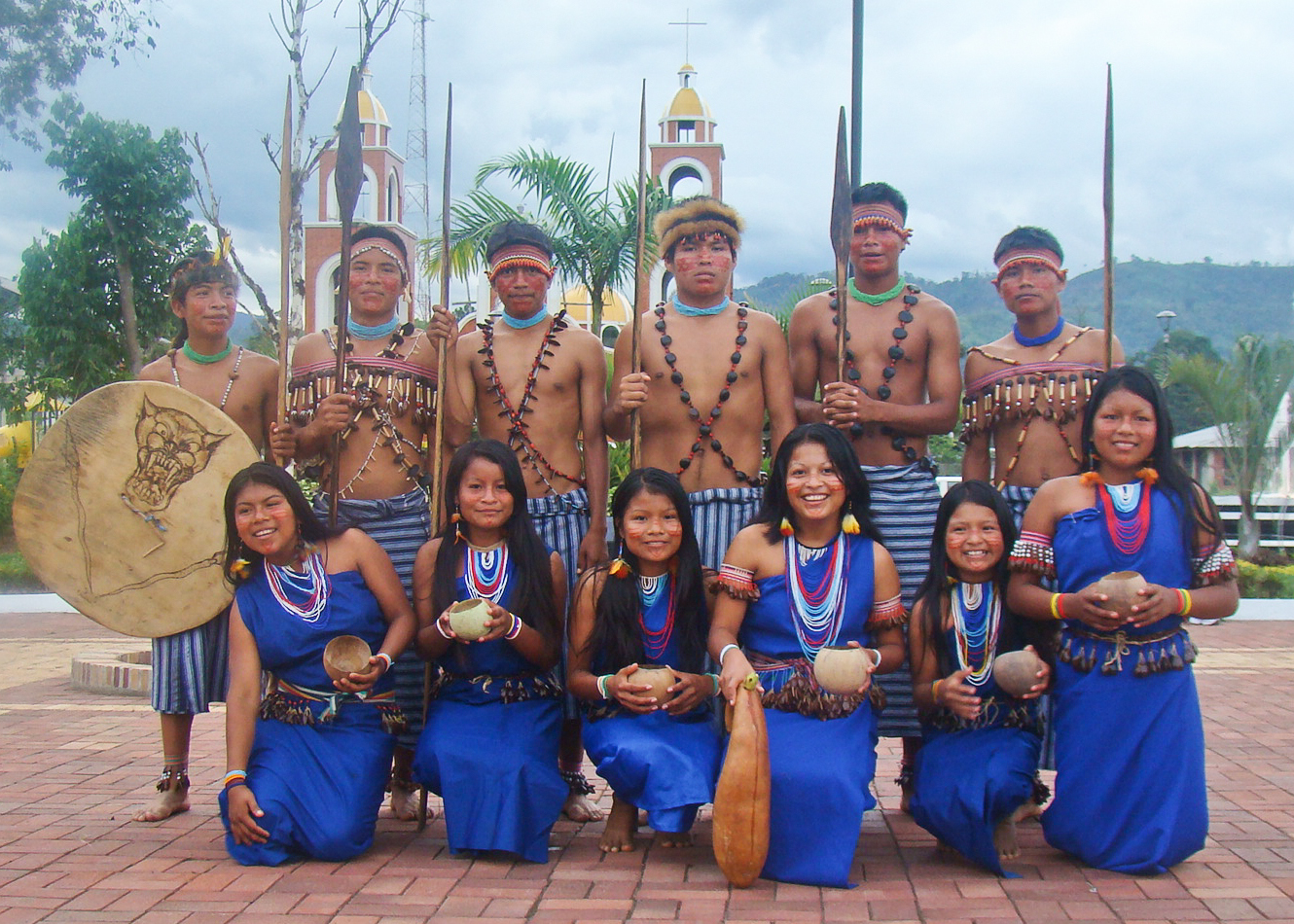
Shuar a Logroño (Equador)

Alguns també han anomenat els següents:
- Antipas[2]
- Mayna[3]

A més, els shiwiar són un grup de parlants achuar que viuen al costat del riu Corrientes, al costat dels parlants del quítxua; molts shiwiar també parlen aquest altre idioma no relacionat.

## Religió

### Creences / Visió del món
La visió del món dels jívaros es basa en la idea que tant els objectes animats com els inanimats contenen ànimes que no poden ser vistes pels nostres ulls comuns. Aquestes ànimes contenen poder, o karáram, que la gent jívaro creu que pot contenir-se i aprofitar-se dins d'un mateix. Harner parla d'aquestes ànimes, anomenades arutam:
| « | "Una persona no neix amb una ànima "arutam". Aquesta ànima s'ha d'adquirir i de certes maneres tradicionals. L'adquisició d'aquest tipus d'ànima es considera important per a la supervivència d’un home adult, ja que els pares d’un noi no esperen que visqui la pubertat sense una. En matar repetidament, es pot acumular repetidament el poder mitjançant la substitució de les ànimes velles arutam per altres noves. Aquest mecanisme de "canvi" és una característica important perquè, quan una persona tenia la mateixa ànima arutam durant quatre o cinc anys, tendeix a deixar el seu posseïdor adormit per vagar cada nit pel bosc. Tard o d'hora, mentre passa així pels arbres, un altre jívaro el "robarà". Per tant, és molt desitjable obtenir una ànima nova abans que l'antiga comenci a passejar nocturnament. Aquesta necessitat sentida anima a la persona a participar en una expedició de matança cada pocs anys." | » |

Percentatge de morts masculines a causa de la guerra entre els jívaros, en comparació amb altres grups ètnics indígenes de Nova Guinea i Amèrica del Sud i amb algunes nacions industrialitzades.

Matar es converteix en una part vital de la cultura jívaro. Els homes només es poden casar després de convertir-se en caçadors de les seves comunitats. Com més es mata, més poder es té, atorgant una immunitat de mort. La violència és una part important de la cultura jívaro pel que fa a aquest tipus de creença de l'ànima. Harner parla dels principals sistemes de creença dins de les comunitats jívaro:
| « | "Les ànimes jívaro constitueixen un dels quatre sistemes autònoms principals de pensaments verbalitzats fins ara assenyalats a la seva cultura. Els altres tres són els sistemes de creences de fades de cultius (nungui) i el sistema de parentiu. Atès que la creença en un sistema no es basa explícitament en la creença en un altre, es pot aconseguir una comprensió adequada de les creences de les ànimes jívaro sense recórrer a les creences, pel que fa a nunui, bruixeria o parentiu." | » |

### Déus i deïtats
El poble jívaro té una religió politeista. El déu jívaro, Tsungi, és el déu del xamanisme, i la deessa jívaro, Nungüi, es refereix a la mare terra. Nungüi es descriu com una dona baixa i pesada, vestida amb un vestit negre. Segons la creença jívaro; si Nungüi balla al jardí d'una dona, serà productiu durant la temporada de collita. Viu profundament sota terra, surt de nit a ballar als jardins. Les dones canten a Nungui per demanar-li que protegeixi els jardins. Els jívaro creuen en un esperit protector que arriba a través de visions espirituals. Es creu que aquest esperit, conegut com "Arutam", els protegeix de lesions, malalties i morts. Els déus i deesses jívaro estan profundament lligats a la natura. Hi ha diferents creadors i déus que expliquen els orígens de l’home i dels animals, l’aparició d’esdeveniments naturals i les relacions que existeixen a la vida quotidiana. Els seus mites de creació donen suport a la seva cultura violenta, ja que "està dominada per una sèrie de batalles entre els déus i una dualitat essencial d'on les persones són víctimes". Entre les deïtats hi ha esperits que se sap que proporcionen saviesa i protecció a la persona a qui estan lligats. Alguns animals que es veuen habitualment són l'anaconda, pangi, i la papallona gegant wampang. Aquests animals poden ajudar els xamans a curar o embruixar la gent. A través de la visió del món jívaro, es creu que la malaltia i la mort són causades per atacs a l'esperit d'un xàmans malèvols. Els xamans curatius celebraran cerimònies ayahuasca i realitzaran diferents rituals per contrarestar la feina feta per bruixeria.

### Rituals
Cacera de caps
Jardineria jívaro

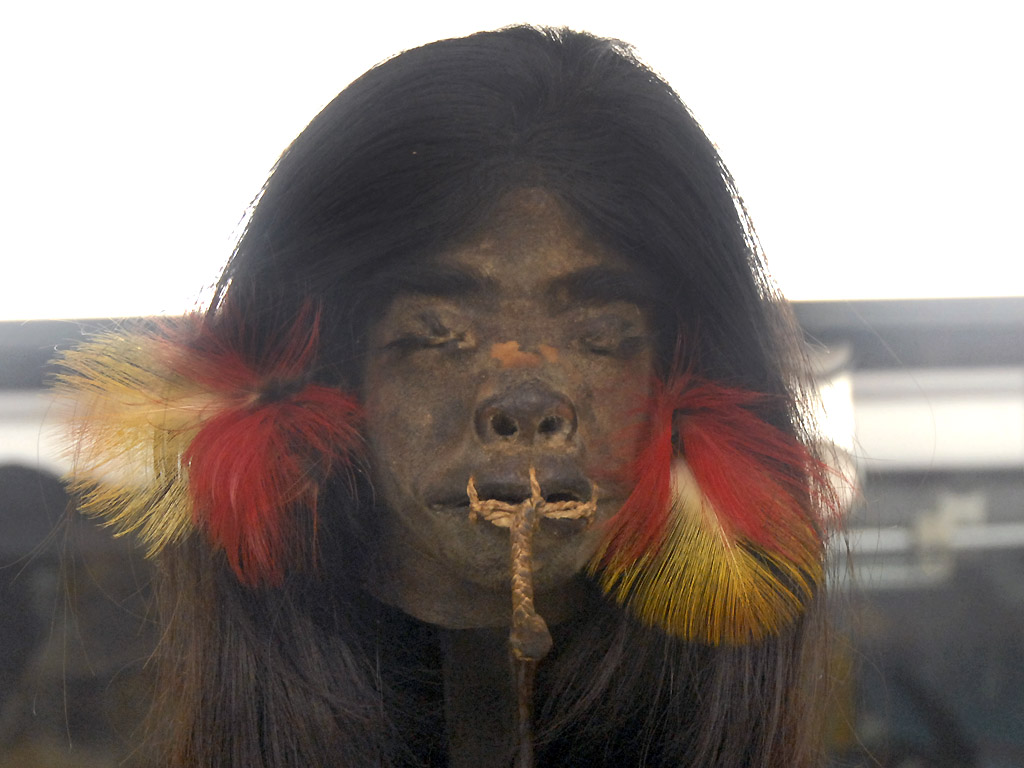
Shrunken head from the upper Amazon region

A diferència de moltes altres cultures, les cultures jívaro posen més èmfasi en la jardineria que en la caça. Això es deu al caràcter imprevisible de la caça a la regió amazònica, on els jívaro anomenen casa. Com a resultat, de les cultures jívaro va sorgir un enfocament ritualista de la jardineria.
Tot i l'elaborat i fiable sistema de desenvolupament hortícola que han desenvolupat els Jivaro, encara creuen que l’acte és “... tan ple d’incertesa com la caça” com Michael Brown va afirmar en un document titulat Aguaruna Jivaro Gardening Magic in Alto Rio Mayo, Peru. A continuació, va dir que, per tal d'afavorir "el creixement de les seves plantes cultivades, canten cançons màgiques de jardineria, realitzen un conjunt d'actes rituals quan planten un nou jardí i observen certs tabús relacionats amb el treball al jardí". Igual que creences i rituals similars associats a la caça, els Jivaro creuen que els esperits resideixen a les plantes i cal animar-los a créixer mitjançant diverses cançons, cants i danses.
A causa de la creença dels esperits que resideixen a les plantes, el jardí es considera com un lloc de gran importància espiritual. Igual que l’interior d’un temple, el jardí és un lloc on es rep santuari.
"És un dels pocs llocs on una dona pot anar sola sense atraure curiositat i sospites. Ofereix privadesa d'ulls i orelles indiscretes i, per tant, és el lloc on hi ha una certa activitat sexual intra-extra-matrimonial (Brown, 171)

#### Cerimònies d'Ayahuasca
Les cerimònies ayahuasca tenen un paper important en la cultura jívaro. Aquestes cerimònies s'utilitzen per a pràctiques de curació generalment dirigides a esperits encantadors. Aquí, Bradley C. Bennett pren nota d’aquestes pràctiques curatives,
| « | "Durant la cerimònia de curació, només el xaman i el pacient beuen Natem i participaran en el cant i el cant mentre el xaman realitzarà diferents accions al cos del pacient pensat per curar l'esperit." | » |

El xaman alleuja el pacient de qualsevol esperit nociu que pugui atacar el seu cos. Els jívaro també creuen en un acte del que es pot considerar dir el futur o dir temps. Bennett fa una altra nota de les cerimònies del jívaro i dels seuss ayahuasca, on els jívaro contractarà un xaman per explicar-li els amics i la família llunyans.
| « | "Els xamans jívaro, sota la influència de l'ayahuasca, sovint creuen que estan veient parents llunyans o estimats. Aquestes persones llunyanes aparentment han de ser individus a qui el xaman ja coneix, de manera que pugui "saber a qui buscar". Normalment, també cal que el xaman conegui la localització i la ruta per arribar-hi, i preferiblement hauria de conèixer l'aspecte i la ubicació de la casa de la persona que es busca." | » |

Els jívaro practiquen aquestes cerimònies durant centenars d'anys, mantenint-les a prop de les seves arrels. Les cerimònies ayahuasca es continuen practicant en l'actualitat.

##### Creences
Els shuar creuen que el primer ésser, Tensak, llança un dard espiritual per maleir o curar una persona. Bennett va registrar que el Tensak "existeix en un pla d'existència superior que es pot veure quan es troba en l'estat de xaman". Bennett també va observar que, com un xaman treballa per curar esperits i contrarestar els xamans embruixadors. consumirà Banisteriopsis caapi, tabac i alcohol per ajudar a millorar i alimentar el seu viatge des de Natem.

## Factors de confusió

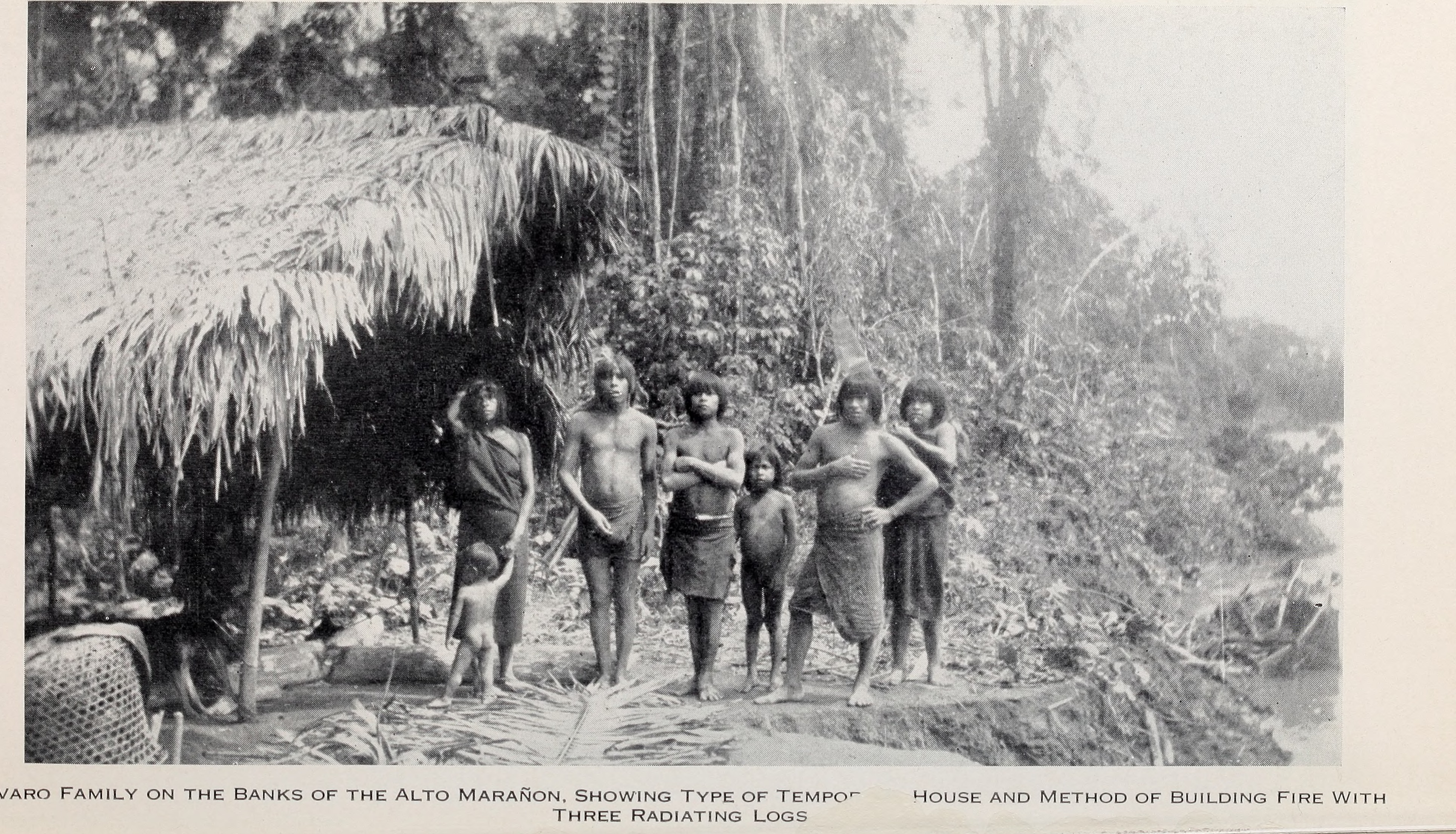
Família jívaro, c. 1901

Els antropòlegs han reconegut aquestes llengües com a persones diferents, però han cridat l’atenció sobre dos factors de confusió. La primera té a veure amb la nomenclatura: els parlants de la llengua jívaro solen identificar-se per la paraula per a la seva llengua ("shuar") o pel nom del riu on viuen. En conseqüència, les fonts històriques registren un nom per a tothom o una infinitat de nombroses tribus petites de Jivaroan, cadascuna el nom d'un riu diferent.
La segona raó té a veure amb l’organització social. Abans de la colonització equatoriana o peruana i de les missions cristianes al segle xx, la unitat principal de l'organització social jívaro era la llar poligina matrilocal o el conjunt de llars organitzades de manera matrilocal. Cal destacar que, tot i que els jívaros compartien la mateixa llengua i cultura, cada llar o grup de llars organitzades de manera matrilocal eren autònomes políticament i econòmicament. Així, el 1938 Matthew Stirling va comentar que:
| « | els jívaros dispersos per aquest vast territori d'aproximadament 22,000 milles quadrades (57,000 km2) tenen un aspecte físic similar; parlen una sola llengua i els seus costums, creences i cultura material estan estretament relacionats. Amb això, però, s'acaba la seva unitat. Les puntuacions de petits grups independents, que viuen majoritàriament a la capçalera dels rierols tributaris, estan constantment en guerra, un grup amb un altre. | » |

També va dir que:
| « | ... viuen en grups domèstics àmpliament separats amb molt poca consciència de cap mena d'unitat política. Les agrupacions existents canvien de ubicació, se separen, fusionen o són exterminades contínuament. | » |

Abans de la colonització i la presència de missioners cristians, els parlants jívaro no s'organitzaven en cap grup polític o ètnic estable i clarament delimitat.
En resposta a la colonització i missioneració europea, els parlants jívaro han format assentaments nucleats que s'organitzen en federacions polítiques: la Federación Interprovincial de Centros Shuar i la Nacionalidad Achuar de Ecuador a l'Equador, i l'Organización Central de Comunidades Aguarunas del Alto Marañon i el Consejo Aguaruna y Huambisa al Perú.

## Resistència contra invasors
En el moment de l'arribada espanyola a Amèrica del Sud, els jívaro eren una cultura independent i hostil als forasters. Els inques veïns van intentar sotmetre els pobles jívaros, però els intents d'expansió de l'Imperi Inca van fracassar després d'una sèrie de cruents enfrontaments on l'exèrcit inca va perdre contra els ferotges guerrers jívaros. Els jívaros van oposar una resistència similar als espanyols, que van arribar al seu territori a la recerca d'or. Fins a mitjan segle xix, les tribus jívaros només tenien un contacte limitat i intermitent amb els espanyols.

## Etimologia
És probable que la paraula "jivaro" provoqui la corrupció de xivar, una paraula que significa "persones" en l'idioma shuar chicham. Durant la colonització espanyola d'Amèrica, els "jívaros" va ser vists com l'antítesi de civilitzats. La paraula jíbaro va entrar així al castellà; a l'Equador és molt pejoratiu i significa "salvatge"; fora de l'Equador, especialment a Mèxic i Puerto Rico, ha passat a significar "rústic".